# Marsilea crenata
Espèce
Statut de conservation UICN

 LC  : Préoccupation mineure
Marsilea crenata (Javanais:Semanggi, thaï : ผักแว่น) est une espèce de fougère située en Asie du Sud-Est. C'est une plante aquatique ressemblant à un trèfle à quatre feuilles. Les feuilles flottent en eau profonde, ou émergent et se dressent en eau peu profonde ou sur terre.

## Utilisation
Les feuilles de Marsilea crenata sont utilisées en Indonésie dans la Cuisine javanaise, spécialement à l'est dans la ville de Surabaya où elles sont servies avec des patates douces et de la sauce Pecel.
Elles sont aussi utilisées dans la cuisine thaïlandaise, et surtout dans la cuisine Isan, où on les appelle Phak waen, et sont consommées avec du Nam phrik.